# Ernest de Baviera
Pel duc de Baviera-Munic vegeu: Ernest de Wittelsbach

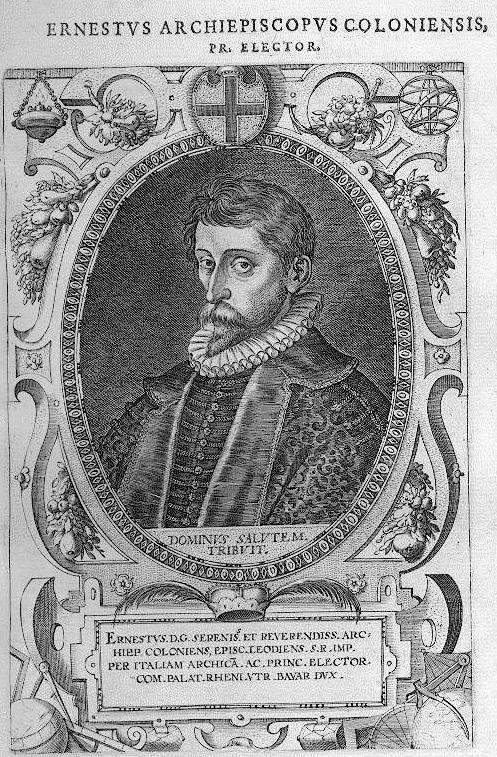
Ernest de Baviera al 1658

Ernest de Baviera (Múnic, 17 de desembre de 1554 - Arnsberg, 17 de febrer 1612 (en való Ernesse di Bavire, en alemany Ernst von Bayern) va ser príncep-bisbe de Freising (1566), de Hildesheim (1573), Lieja (1581), de Münster (1582) i príncep-elector arquebisbe de Colònia (1583). Va acumular tot aquests mandats fins a la seva mort a 1612. També va ésser príncep-abat del principat de Stavelot-Malmedy des del 1581.

## Biografia
Descendent de la casa de Wittelsbach, Ernest era el darrere fill del duc Albert V de Baviera i d'Anna d'Habsburg-Jagellò. El 1565 va esdevenir canonge a Salzburg, i després a Colònia, Trèveris i Würzburg.
Va començar la seva carrera política-eclesiàstica a l'edat de només dotze anys, quan va esdevenir bisbe de Freising a Baviera. Son pare el destinà a l'arquebisbat de Colònia, però va perdre l'elecció contra Gebhard I de Waldburg. Quan aquest va decretar la llibertat religiosa i va adherir a les idees noves del protestantisme, el papa Gregori XIII va excomunicar-lo a l'1 d'abril de 1583, el que va obrir una oportunitat de revenja a Albert V que va propulsar el seu fill Ernest, que va fer elegir príncep-elector. Durant la guerra de Colònia (1583-1588) que en resultà Ernest va lluitar amb les tropes de Baviera i de Castella i va reeixir a mantenir Colònia a la zona d'influència catòlica.
Al principat de Lieja va crear els seminaris de Lieja i de Sint-Truiden, va promoure l'explotació de les hulleres i de la indústria metal·lúrgica. El fabricant d'armes Jean de Corte va esdevenir un dels industrials més importants d'aquesta època. A desgrat de les seves simpaties procastellanes, va mantenir la neutralitat del principat a un segle molt mogut. Nogensmenys va imposar les decisions del concili de Trento, malgrat l'oposició del clergat local. Va organitzar una repressió ferotge contra els oponents.

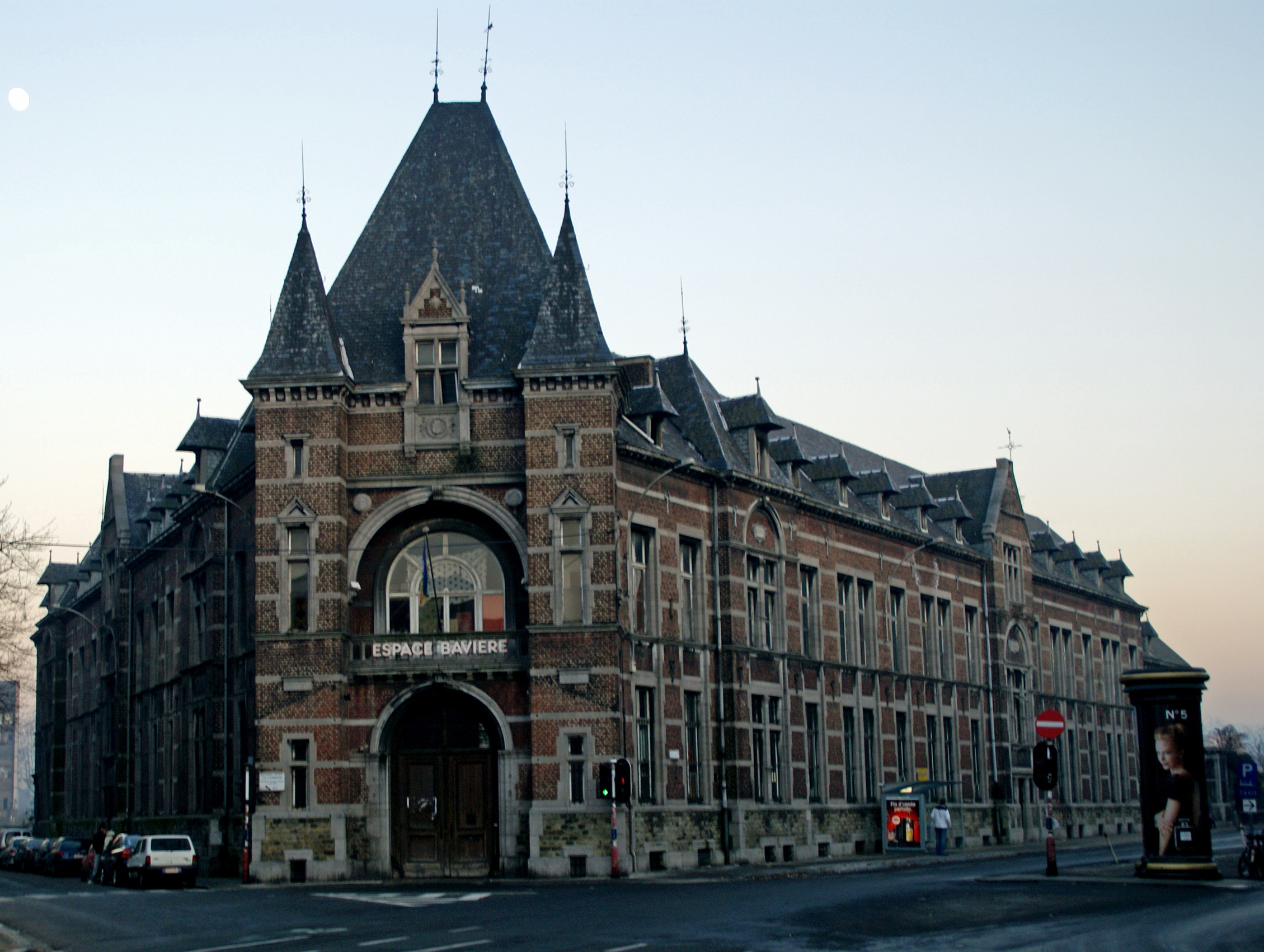
Entrada l'antic hospital de Baviera a Lieja

Els de Baviera, tot i ésser bisbes, van crear una dinastia: el príncep-bisbe va obtenir el dret de nomenar un emparentat com el seu successor. D'aquesta manera, la casa de Baviera va governar el principat de Lieja durant 136 anys. El 1601, Ernest va anomenar el seu nebot Ferdinand com el seu coadjutor, quan només tenia onze anys. Ernest va deixar el seu palau a Outremeuse, el barri enllà del Mosa a Lieja per a crear-hi l'Hospital de Baviera que va romandre l'hospital principal de la ciutat fins a 1987.

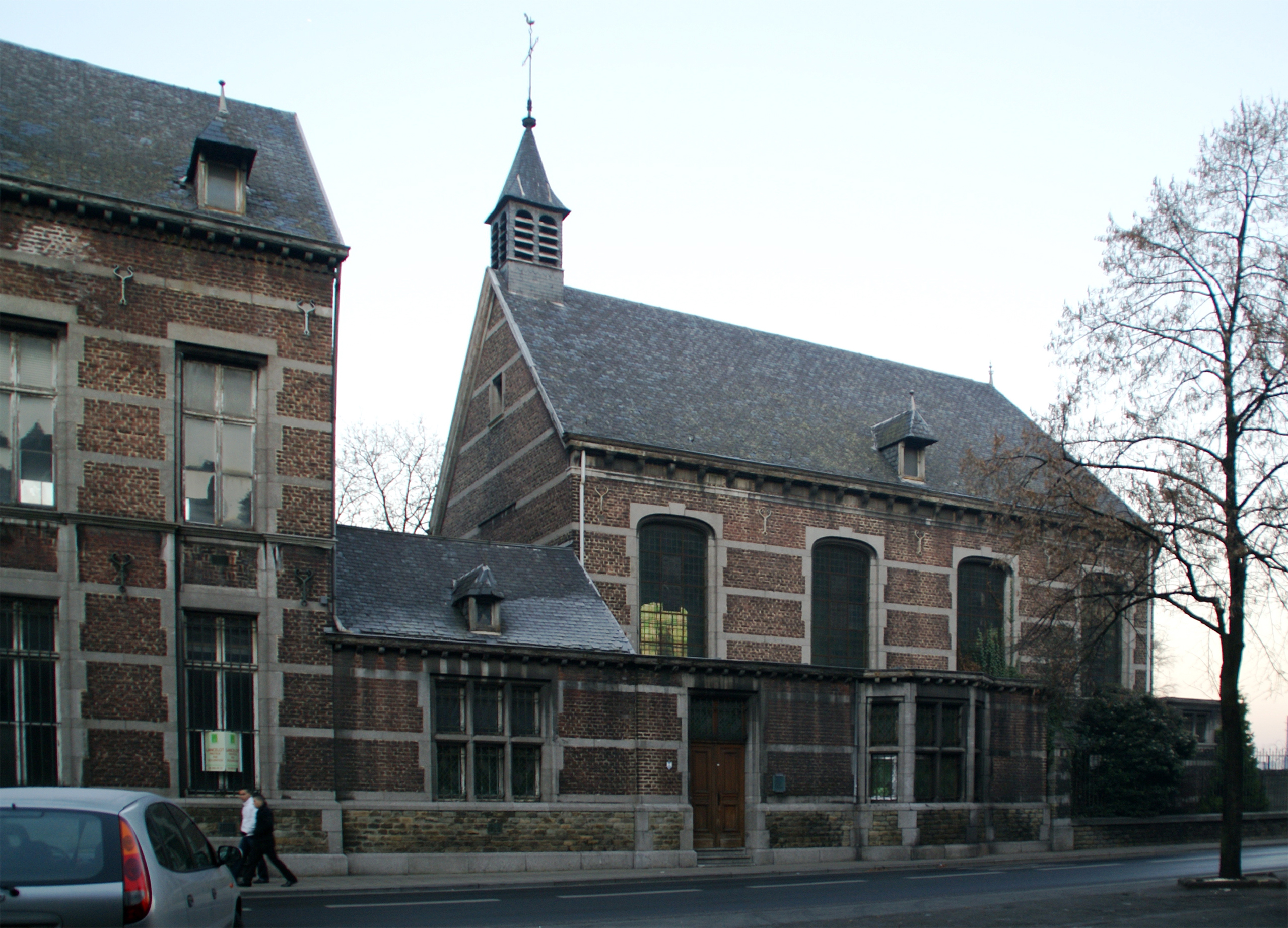
Capella de l'hospital de Baviera a Outremeuse (Lieja)

El 1602 va reformar el sistema polític de democràcia indirecta de Lieja: des d'aleshores, tots els ciutadans van haver d'inscriure's a un dels XXXII bons mestiers de Lieja. Cada mestier obté el dret de participar en les decisions durant els dies dels estats.
Tot i adherir formalment als vots perpetus de celibat, tenia una amistança durable amb Gertrud de Plettenberg, per la qual va construir prop del palau bisbal d'Arnsberg una residència Landsberger Hof. Des de 1595, va estar-se la majoria del seu temps a Arnsberg. D'aquesta relació va sortir un fill, Guillem de Baviera, que més tard va esdevenir el príncep-abat de l'abadia doble de Stavelot-Malmedy. Al mateix any va nomenar el seu nebot Ferdinand com coadjutor i va retreure's de gairebé totes les activitats polítiques;
Va morir el 1612 a Arnsberg. El seu sepulcre es troba a la catedral de Colònia.